# Académie du Climat
L'Académie du Climat est un lieu de réflexion, de rencontre, d'action et de formation autour des enjeux climatiques et écologiques. Fondée par la Mairie de Paris et située dans l'ancienne mairie du 4e arrondissement de Paris, elle a ouvert ses portes le 15 septembre 2021.

## La création
L'histoire de ce projet commence en 2019 lorsque la Ville de Paris décrète l'état d’urgence climatique à la suite d'un pic de pollution particulièrement important. Le projet est voté au Conseil de Paris en 2019 mais le dossier n'est remis au premier plan qu'un an plus tard, après la réélection d'Anne Hidalgo au poste de maire de Paris. Il est l'une des branches du programme écologique que la maire entend mener.
La création du secteur administratif Paris Centre, regroupant les quatre premiers arrondissements de la ville, laisse vide la Mairie du 4e arrondissement. C'est elle qui sera choisie pour accueillir l'Académie du Climat.

## L'objectif
Ce lieu a pour but d'être le nouveau point de repère de l'écologie à Paris[précision nécessaire]. En ouvrant ce lieu, la mairie souhaitait se donner les moyens pour éduquer, expliquer, apprendre et mieux connaître le défi climatique[Comment ?]par l'organisation de conférences, de rencontres et d'ateliers pédagogiques. Il est ouvert en semaine aux classes d'école, aux associations, aux conférences ainsi qu'à de nombreuses expositions.
Différents parcours pédagogiques (parcours d'apprentissages divisés en modules généraux et sectoriels sur les enjeux climatiques et environnementaux) ont lieu sur différentes thématiques pour que les jeunes de 9 à 15 ans découvrent les enjeux de la transition écologique et du développement durable.

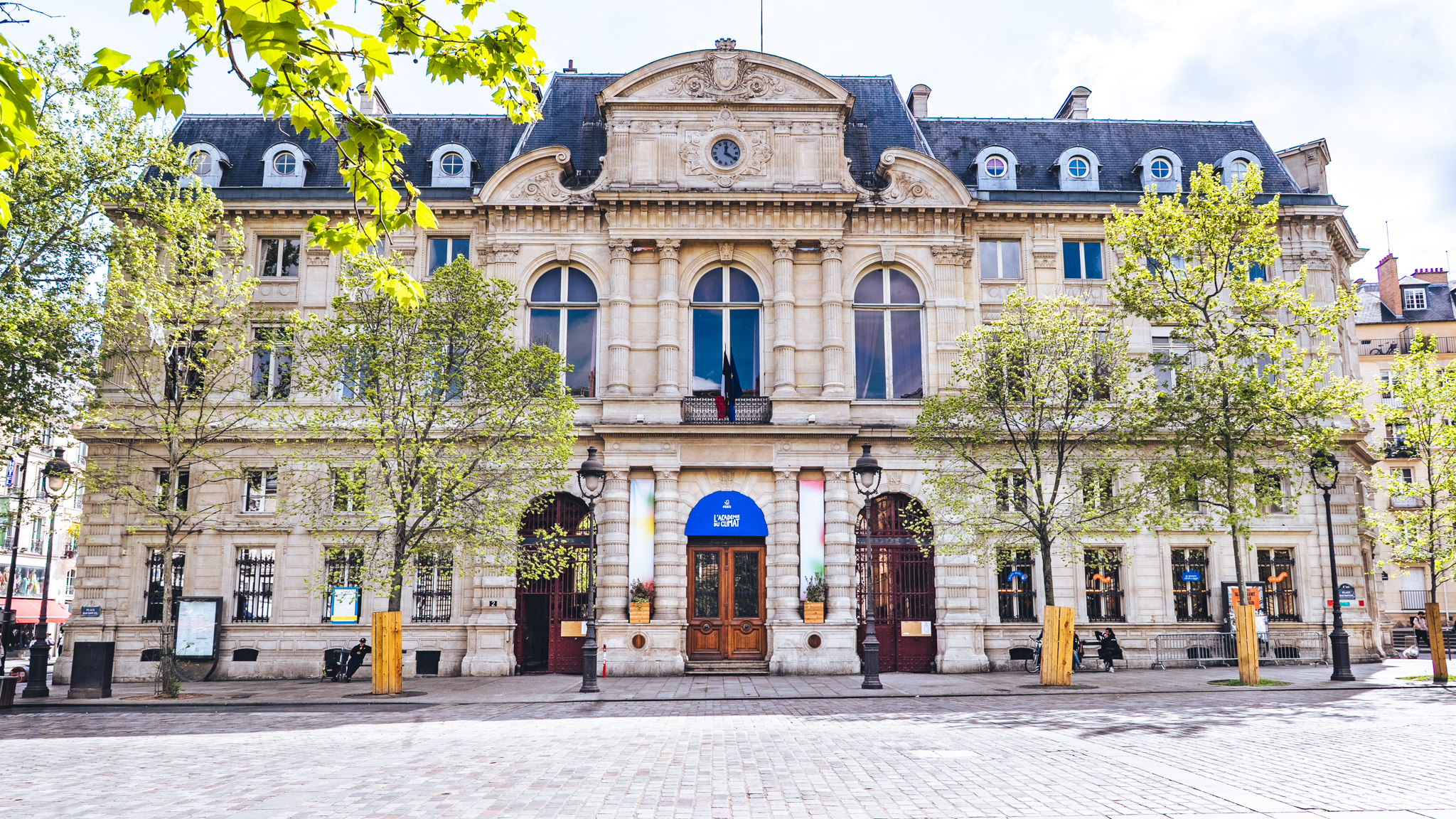
Façade de l'Académie du Climat (anciennement Mairie du 4e arrondissement de Paris.)

Ce projet se veut participatif et accueillant. La mairie a donc totalement réaménagé les lieux comprenant notamment des espaces de travail pour les étudiants des écoles supérieures de la capitale et une buvette.

## Les projets
L'action de l'Académie s'articule autour de cinq grands projets :
- Faire de l’Académie du Climat une institution qui discute de la question climatique sous tous ses aspects[précision nécessaire] ;
- En faire un lieu d’apprentissage qui donne envie aux jeunes de s'approprier et d'agir pour la cause climatique ;
- Intégrer entièrement les jeunes dans la création de l'Académie à travers la construction d’une gouvernance partagée sur l’offre et le fonctionnement du lieu[précision nécessaire] ;
- Développer un incubateur de l’Académie du Climat pour accompagner les jeunes dans l’élaboration de projets et de solutions à la crise climatique et environnementale ;
- Créer des espaces de travail pour les étudiants ainsi que des cercles de parole.